# Ceratophrys
Ceratophrys és un gènere d'amfibis anurs de la família Leptodactylidae. La particularitat del gènere és que les espècies presenten ullals i totes són carnívores de petits rosegadors o ocells, inclusivament altres amfibis. A més, presenten dues protuberàncies sobre els ulls, que fan l'efecte de ser dues "banyes".

## Taxonomia
El gènere està format per 8 espècies acceptades:
- Ceratophrys aurita
- Ceratophrys calcarata
- Ceratophrys cornuta
- Ceratophrys cranwelli
- Ceratophrys joazeirensis
- Ceratophrys ornata
- Ceratophrys stolzmanni
- Ceratophrys testudo